# ユニテリアン主義
ユニテリアン主義（ユニタリアン主義 、ユニタリアニズム、英語：Unitarianism）とは、キリスト教正統派教義の中心である三位一体（父と子と聖霊）の教理を否定し、神の唯一性を強調する主義の総称をいう。ユニテリアンはイエス・キリストを宗教指導者としては認めつつも、その神としての超越性は否定する。キリスト教正統派の中心教義を否定しているため、正統派キリスト教とは区別される。

## 概要
イギリス国教会の牧師であったテオフィルス・リンゼイ (Theophilus Lindsey) と化学者・自然哲学者のジョセフ・プリーストリーが1769年ごろから推進し始めた思想で、当時信仰されていたキリスト教の39箇条の教義とは異なり、非三位一体論を提唱する思想であった。
思想的先駆者はソッツィーニ派、およびその一団でポーランド王国で1556年1月22日に活動を開始し、のちにポーランド・リトアニア共和国で広まったポーランド兄弟団である。彼らはユニテリアンの思想を確立していたが、「ユニテリアン」という用語はしばらくの間使用しなかった。これとは別に、1567年にトランシルヴァニア（当時はハンガリー王国で現在はルーマニア）で「ユニテリアン」を自称する教団が成立している。ポーランド兄弟団はこのあともしばらく「ユニテリアン」の用語を使用しなかったが、これは世の中にトランシルヴァニアでの宗教運動と自分たちの運動とを内容的に混同されることを避けたものと推測されている。
この宗教思想が流入してきたイギリスではしばらくの間かれらは自由思想家や非国教徒として位置付けられ、また合理主義やヒューマニズムの思想を発展させたという説もある。
アメリカで1825年に設立されたアメリカ・ユニテリアン協会は、南北戦争など奴隷廃止運動の中では、穏健派と超絶主義者の対立がありつつもリンカーン大統領の推進する奴隷解放を支援した。一方、明治維新後に来日した宣教師たちは、教育勅語については受容的であった。
1920年代のイギリスでは、マンチェスターでユニテリアン主義者が人口の大半を占めていた。

## ユニテリアン主義の諸形式
ユニテリアン主義には4つの派がある。
聖書的ユニテリアン派（Biblical Unitarianism）伝統的に用いられてきた三位一体の神学に反し、『神は唯一の位格のみをもつ父なる一体の存在であり、イエスはメシアであり神の子であるが、神その人ではない』と主張するユニテリアン派閥。神の子の解釈は宗派によって異なり、先在する存在（アリウス派）、神のロゴスとイエスという人間の交わりの賜物（セルヴェ派）、イエスが聖霊によって満たされることで神の子となった（ソチニアニスム）などと理解される。聖書的ユニテリアン派はトランシルヴァニアで発生した。ルーマニアのトランシルヴァニア地方、ハンガリー、フランス、一部のアフリカの国々におけるユニテリアンの主たる神学である。著名な聖書的ユニテリアンにはミシェル・セルヴェ、ファウスト・ソッチニ、アイザック・ニュートンがいる。1840年代から、キリスト・アデルフィアン派がこの伝統の近代的な相続人となった。
合理的ユニテリアン派（Rational Unitarianism）伝統的に用いられてきた三位一体の神学に反し、『神は唯一の位格のみをもつ父なる一体の存在であり、イエスは神の子ではなく、他者をよりよい生を生きることができるように導いた善良で賢明な人に過ぎない』と主張するユニテリアン派閥。合理的ユニテリアン派の思想は、ポーランド兄弟団による自由主義的な神学から発生した。この説を唱えた人々は、宗教に対しても極めて合理的なアプローチを行い、聖書に記される奇跡の多く（処女降誕も含めて）に関し否定的ないし懐疑的立場をとった。彼らは社会の段階的変革を奉じ、性善説を唱え、ローマ・カトリック教会によって定められたキリスト教の教義の多くを捨てた。合理的ユニテリアン派は、神が創造を行う人格的存在である、と考える点において、神を非人格的存在と考える理神論とは一線を画する。著名な合理的ユニテリアンには、聖職者にラルフ・ワルド・エマーソン、科学者にジョゼフ・プリーストリーやライナス・ポーリング、人道主義者にスーザン・B・アンソニー、フローレンス・ナイチンゲール 、文学にチャールズ・ディケンズ、芸術にフランク・ロイド・ライトなどがいる。ハンガリーのユニテリアン派にも合理的ユニテリアン主義を唱える者がいる。また、世界で唯一のユニテリアン派高校である、ルーマニア・コロジュヴァールのヤーノシュ・ジグモンド・ユニテリアン高等学校（ヤーノシュ・ジグモンド・ウニターリウシュ・コッレーギウム  ハンガリー語: János Zsigmond Unitárius Kollégium）は、合理的ユニテリアン主義によって教育を行っている。
ユニテリアン・ユニヴァーサリズム（Unitarian Universalism）ユニテリアン・ユニヴァーサリズムの組織に入るために要求される公的に定められた信条や信仰規定は存在しない。これはUUが1961年にアメリカ合衆国にてユニテリアン派とユニヴァーサリズム派が合併することで成立しているためである。アメリカ合衆国では、このことをうけて、多くの信徒が「ユニテリアン・ユニヴァーサリスト」（UU）を自認している。今日では、UUの多くは自分がキリスト教徒ではないと考えている（ただし、教義上はキリスト教主流派と重なる部分も少なくない）。キリスト教徒を自認する者についても、どのような教義を信じるかは各信徒の自由に任せられているが、多くの場合、三位一体についてはこれをドグマであるとして拒否されている。UUは彼らを束ねるものとして、教義ではなく、一連の行動原理を奨励するのである。著名なユニテリアン・ユニヴァーサリストにはティム・バーナーズ＝リー（WWWの開発者）、ピート・シーガー、カート・ヴォネガットやクリストファー・リーヴがあげられる。
福音ユニテリアン派（Evangelical Unitarians）19世紀以来、福音主義運動や、信仰復興運動の一部でユニテリアン派の神学が利用された。福音ユニテリアン派の神学はかなり多様であり、ソチニアニスム（イエスは受胎・出産以前には存在していなかった死すべき人間であり、聖霊に満たされることによって、初めて不死となり、神性をもったとする）的な考え方もあれば、サベリウス主義（イエスは神が具現した者であり、神の代弁者であるが、三位一体の位格の一ではないとする）的な考え方もある。しかし福音ユニテリアンはみな「聖書の唯一性」（Sola Scriptura）への強い信念、そして聖書は神の言葉であり、間違っていないという考えにおいては共通している。キリストアデルフィアン派などは福音ユニテリアン派のいくつかの特性を持っている。他の現代の三位一体を否定する教会、例えばフィリピンに本拠をおくイグレシア・ニ・クリスト（Iglesia ni Cristo）も思想的には福音ユニテリアン派に分類しうるが、これらの教会は、混乱を避けるために「ユニテリアン」を称することを拒否している。エホバの証人も、独特の形であるが、ユニテリアン的（非三位一体）な神学をもつ。
ユニテリアン主義のそれぞれの派は、互いに関連しあいながら発展してきている。歴史的にはアリウス派をその先駆とする聖書的ユニテリアン思想が最も古く、次にポーランド兄弟団を先駆とする合理的ユニテリアン思想である。UUは最も新しい。地理的には、ヨーロッパにおける現代のユニテリアン派の多くは聖書的ユニテリアンか、合理的ユニテリアンであり、アメリカ合衆国とカナダではユニテリアン・ユニヴァーサリズムが主流である。福音ユニテリアン派は福音派の一部分でありユニテリアンの自意識は弱く、大半はアメリカ合衆国かイギリスにある。現在、福音ユニテリアン派を除き、世界のユニテリアン主義の組織・団体の多くは、1995年に創設された、国際ユニテリアン・ユニヴァーサリスト協会（ICUU: International Council of Unitarians and Universalists）に所属している。

## 日本での歴史

### ユニテリアン
1880年11月の『六合雑誌』創刊によりキリスト教の布教が盛んになっていたが、ユニテリアン教が一般に紹介されたのは、1886年（明治19年）年ごろだった。翌1887年（明治20年）12月には福澤諭吉や金子堅太郎らの招聘により、アメリカ・ユニテリアン協会からアーサー・メイ・ナップ牧師が来日し、ユニテリアン・ミッションのための調査活動を開始した。
1890年3月には月刊誌『ゆにてりあん』が創刊。1894年には、かつて薩摩藩邸のあった東京都港区芝2丁目の土地に、ジョサイア・コンドルの設計になる「唯一館」が建てられ、講演会を開催するなど盛んに宣伝を行った。社会主義者の村井知至や安部磯雄らを通して、日本の社会運動に影響を与えた。1896年にハーバード神学校のラルフ・ワルド・エマーソンを論じた禅学者の鈴木大拙によれば、「ユニテリアニズムとは、科学的真理・批評的研究を以って本尊となし、直感的信仰には薄い」。
一方、福沢諭吉は日本でしか通用しない教育勅語に変わる道徳の啓蒙団体としてユニテリアンを支持していたが、その思いは通じずに晩年にはむしろ裏切られたという。
1898年にはユニテリアン教の機関紙『宗教』が『六合雑誌』と合併した。1914年のユニテリアン伝道25年記念講演会では、哲学者で東京帝国大学文科大学学長の井上哲次郎が記念演説をした。
1924年（大正13年）ごろ、アメリカ・ユニテリアン協会は日本から撤退し、惟一館は日本労働総同盟が買収した。その資金はカンパの3.7万円や、安部磯雄、賀川豊彦、新渡戸稲造、吉野作造が参加する日本労働会館建設後援会からの寄付金9907円であった。惟一館は1931年には管理会社として設立された財団法人日本労働会館が管理するようになった。
戦後は赤司繁太郎や今岡信一良らが設立した日本ユニテリアン教会が日本自由宗教協会、次いで日本自由宗教連盟と改称し、1950年に宗教法人となり、1954に東京都の認証を受けた。東京帰一教会やユニテリアン友の会、ユニテリアン友の集いなどが結成され、今岡信一良などが中心となって活動した。

### ユニヴァーサリスト
1890年(明治23年)にアメリカ合衆国のユニテリアン・ユニバーサリストの宣教師G・L・ペリンが来日する。ペリンは東京飯田町に中央会堂を建設した。中村正直らの勧告により「宇宙神教」の訳語が採用された。1909年(明治42年)に「日本同仁教会」と改称された。1941年に日本基督教団に合流する。戦後に再び分離し、現在は基督教同仁社団・同仁キリスト教会として活動し、幼稚園なども運営している。明治時代には星野久成、吉村秀蔵、赤司繁太郎など、戦後は千代崎幸弘らが牧師であった。
アメリカでは1961年にユニテリアンとユニヴァーサリストが合同してユニテリアン・ユニヴァーサリスト協会（Unitarian Universalist Association）を結成した。それ以来ユニテリアンとユニヴァーサリストの境目はあまり強調されなくなっている。

## 対立する見解

### アメリカの神学校
本山美彦は、「主流の教会が信者を増やそうとして世俗化の度合いを顕著にすると、すぐさま、より厳格な牧師養成機関（カレッジ）や神学校が新しく設立されるという宗教的傾向がある』と述べている。1833年にユニテリアンに転向しアメリカ・ユニテリアン協会の本部となったボストン第一教会を中心に、1907年頃にハーバード大学でユニテリアン主義が幅を利かせていたことから、そこから逃げ出し、アンドーヴァー神学校など大学院の神学校が設立された。

### 異端とする見解
キリスト教の歴史において、ユニテリアン主義と類似した思想は初代教会時代から存在しており（当時はアリウス主義と呼ばれていた）、この主張は第1ニカイア公会議（第一全地公会、325年）、および第1コンスタンティノポリス公会議（第二全地公会、381年）で、ローマ皇帝の関与の下に異端とされた。「キリスト教大事典」ではユニテリアン主義もこの系統であると言及されている。他にも以下の見解が挙げられる。
- 内村鑑三は著書において『ユニテリアン派は偶像教に勝さる異端なり』と述べている[17]。
- 米国の国勢調査ではキリスト教に含まれず「その他の宗教」に分類されている[18]。
- 日本ルーテル教団伝道委員会の要請により執筆された轟勇一著『100の質問』ではユニテリアン主義を異端として言及している[19]。

## ユニテリアンの人物
欧州
- ジョン・リー（英語版）
- テオフィルス・リンゼイ（英語版）
- ジョゼフ・プリーストリー
- ウィリアム・ヘンリー・スミス (1825-1891)
- デヴィッド・リカード（1772年 - 1823年） - 経済学者
- ルートヴィヒ・ウィトゲンシュタイン - オーストリアの哲学者。

アメリカ
- エドワード・エヴァレット
- ロバート・グールド・ショー
- アーサー・ナップ
- クレイ・マコーレー
- カート・ヴォネガット - 作家

他
- 三並良（1865年 - 1940年） - 獨逸学協会学校卒業。普及福音教会の創立者の一人。第一高等学校（東京大学）、松山高等学校でドイツ語を教授。
- 今岡信一良（1881年 - 1988年） ‐ 東京帰一教会、日本自由宗教連盟の各会長。神学博士。
- 安部磯雄
- 村井知至
- 鈴木文治
- 松岡駒吉
- 西尾末廣
- 平井金三
- 岸本能武太 - 息子の宗教学者岸本英夫が日本自由宗教連盟の理事となる。

### ユニテリアンの政治家関連の系譜
- ヘンリー・デイヴィッド・ソロー　- ニューイングランド地方マサチューセッツ出身のユニテリアン主義者・作家・思想家。
- ラルフ・ワルド・エマーソン　- マサチューセッツ出身のユニテリアン主義者・哲学者。1920年代のアメリカ超絶主義の先導者。
  - ウィリアム・ジェームズ　- ニューヨーク出身1870～90年代のアメリカの心理学者・哲学者。プラグマティスト。ラルフ・ワルド・エマーソンが神父。
    - オリバー・ウェンデル・ホームズ・ジュニア　- ユニテリアン主義者。先祖にマサチューセッツ湾植民地総督サイモン・ブラッドストリート。1860年代、ウィリアム・ジェームズと親交。1880年代に金子堅太郎やを指導。1900年代にアメリカ合衆国連邦最高裁判所陪席判事。1910年代、ジョージ・L・ハリソンを助手に抜擢（のちニューヨーク連邦準備銀行総裁）。
      - 金子堅太郎　- 1880年代にホームズ・ジュニアの指導を受けたユニテリアン主義者。1900年代の日本の司法大臣（	1900年10月19日 - 1901年6月2日）。日米協会会長。
        - アーサー・メイ・ナップ　- 金子と福沢諭吉が招聘したアメリカ・ユニテリアン協会の代表（1887年）。
        - 小村壽太郎　- ハーバード大学留学時に金子と同宿。日本の外務大臣（1908年8月27日 - 1911年8月30日）。

- ウィリアム・タフト　- ユニテリアン主義者。アメリカ合衆国第27代大統領（1909年3月4日 – 1913年3月4日）。
  - ヘンリー・スティムソン　- タフトの下でアメリカ合衆国陸軍長官を務める。第一次世界大戦にも対応した。
    - フェリックス・フランクファーター　- 第一次世界大戦時に スティムソンが任命した軍事法制家。リベラル派の法学者。
      - ハーバート・ファイス　- フランクファーターと親交。ポツダム会談を描いた著書でピューリッツァー賞を受賞。原爆使用擁護論者。

    - ジョージ・L・ハリソン - スティムソンの原子力爆弾開発関連問題特別顧問。暫定委員会委員。銀行家（ニューヨーク生命保険）。